# صهريج خرم أباد
صهريج خرم أباد (بالفارسية: آب‌انبار خرم‌آباد) هو صهريج تاريخي يعود إلى عصر الدولة القاجارية، ويقع في مقاطعة بردسكن، قرية خرم أباد.